# Beharona
Beharona est une commune urbaine malgache située dans la partie sud de la région du Menabe.